# Antti Litja
Antti Vilho Olavi Litja (ur. 21 lutego 1938 w Antrea, zm. 12 lipca 2022 w Helsinkach) – fiński aktor teatralny, filmowy i telewizyjny. 

## Kariera
Litja wystąpiła w ponad 60 filmach i serialach telewizyjnych od 1959 roku. Wybitna postać fińskiego filmu w latach 70. i 80., od połowy lat 90. występował głównie w telewizji.
Litja zagrała główną postać w filmie Rok zająca z 1977 roku, opowiadającym o fińskim mężczyźnie z Helsinek, który wyjeżdża, by odnaleźć nowe życie w dziczy.

## Śmierć
Antti Litja zmarł 12 lipca 2022 roku w Helsinkach w wieku 84 lat.

## Wybrana filmografia
- 1961: O bracia, co za dzień!, jako Fritsu Rantamo
- 1968: Kuusi henkilöä etsii tekijää, jako Poika
- 1974: Sujut, jako Private Erkkilä
- 1975: Człowiek, który nie wie, co to jest EI, jako Aimo Niemi
- 1976: Święto, jako Aimo Niemi
- 1977: Rok zająca , jako Kaarlo Vatanen
- 1978: Strzeżona wioska 1944, jako Kersantti Tolvanen
- 1984: Klan - historia rodziny Żab, jako Benjamin Sammakko
- 1986: Królowa śniegu, jako rozbójnik
- 1987: Makbet, jako Duncan
- 1988: Piękno i nędza ludzkiego życia, jako Jalmari Roimala
- 1989: Cha Cha Cha, jako pijak
- 1990: Lot, jako Aleksi Rinteelä
- 1992: Gospodarz, jako Liikemies Ruokanen
- 1997: Prezent, jako Kuitunen
- 2001: Kto prosi o ogień?, jako Taisto Viljanen
- 2002: W kręgu marzeń, jako Teppo Hanhijoki
- 2004: Klub dla smakoszy, jako Castrén
- 2008: Spadające anioły, jako Kustantaja
- 2011: Hella W, jako Raivio
- 2014: Stary człowiek i może, jako zrzędliwy staruszek